# Körfez Ulaştırma
Die Körfez Ulaştırma A.Ş. ist ein türkisches Eisenbahnverkehrsunternehmen, das im Schienengüterverkehr tätig ist. Der Sitz ist Şişli bei Istanbul. Körfez Ulaştırma ist ein Tochterunternehmen des Mineralölunternehmens Tüpraş.
2022 transportierte das Unternehmen 2,5 Millionen Tonnen Erdölprodukte und 250 Tausend Tonnen Eisenerz.

## Geschichte
Im Mai 2009 wurde das Unternehmen als Körfez Hava Ulaştırma A.Ş. gegründet und vermietete anfangs Wasserflugzeuge vom Typ Cessna 208B. Später spezialisierte sich Körfez Ulaştırma auf den Schienenverkehr und war zu Betriebsbeginn im Dezember 2017 die erste Privatbahn der Türkei.
Anfangs mietete Körfez Ulaştırma Lokomotiven bei der TCDD.

## Fuhrpark
Im Jahr 2022 verfügte Körfez Ulaştırma über 519 Kesselwagen, 35 Flachwagen und  12 Lokomotiven. Ende 2024 werden es 14 Lokomotiven sein. Die jüngsten Schienenfahrzeuge sind:
- 75 Kesselwagen des Fabrikats Greenbrier
- 5 dieselelektrische Lokomotiven des Fabrikats Wabtec (die Lokomotiven ähnlich North Rail Dr20 wurden bei Tülomsaş gebaut)
- 7 Zweikraftlokomotiven des Fabrikats Stadler (Stadler Eurodual)